# Enough is enough
Enough is enough. Zeitung für antirassistische und antifaschistische Politik in Schleswig-Holstein und Hamburg war eine vierteljährlich erscheinende antifaschistische Zeitschrift, die sich der extremen Rechten und den antifaschistischen Gegenaktivitäten vor allem in den im Untertitel genannten Bundesländern widmete. Sie war Mitglied im „Antifa-Net. International Antifascist Network for Research and Action“.

## Entstehung und Inhalt
Die Zeitschrift entstand 1997 durch die Zusammenlegung zwei regionaler schleswig-holsteinischen Antifa-Zeitungen, der Antifaschistischen Zeitung Kiel (ATZE) und der Antifaschistische Zeitung (AZ) für Lübeck und Umland – Zeitung des Lübecker Bündnis gegen Rassismus. Hintergrund war die wachsende extrem rechte Szene in Schleswig-Holstein, die durch neonazistische Aufmärsche in Bad Segeberg und anderswo und durch den Brandanschlag auf die St. Vicelin-Kirche in Lübeck besonders sichtbar wurde. Der Titel ist einem vor allem in der Antifa-Szene populären Lied der britischen Popband Chumbawamba entlehnt und war auch zentraler Slogan der britischen Labour-Partei zu den Unterhaus-Wahlen 1997.
Enough is Enough diente als Zeitschrift für ganz Schleswig-Holstein und Hamburg. Sie berichtete mit regionalem Bezug über Ideologie, Organisation und Aktivitäten der extremen Rechten, rassistische und antisemitische Entwicklungen und stellt Gegenaktivitäten für eine Gesellschaft frei von gesellschaftlichen und gesetzlichen Diskriminierungen vor. Hierzu gehören auch Berichte über Wahrnehmung der Bürger- und allgemeinen demokratischen Rechte. Die Zielgruppen waren in erster Linie politisch Interessierte, Studierende und Wissenschaftler.
Das Redaktionskollektiv der Enough is Enough gab 2001 zusammen mit dem Searchlight Magazine, dem Antifaschistischen Infoblatt und der „reihe antifaschistischer texte hamburg“ (rat) aus dem Unrast Verlag das Buch White Noise. Rechts-Rock, Skinhead-Musik, Blood & Honour – Einblicke in die internationale Neonazi-Musik-Szene heraus.
2006 erschien eine Sonderausgabe der Enough is Enough zur Fußball-Weltmeisterschaft.
Im selben Jahr wurde die Zeitschrift nach 25 Ausgaben eingestellt.